# Rio Fierăstrăul
O Rio Fierăstrăul é um rio da Romênia, afluente do Mureş, localizado no distrito de Harghita.